# Жилой дом сотрудников завода «Синтетический каучук»
Жилой дом сотрудников завода «Синтетический каучук» — комплекс образующих единый объём жилых домов в Ереване, улица Анрапетутян, дом 62. Построен в 1934 году по проекту архитектора Тирана Ерканяна для технических специалистов, занимавшихся созданием Ереванского комбината синтетического каучука имени С. М. Кирова. Памятник постконструктивизма.

## История

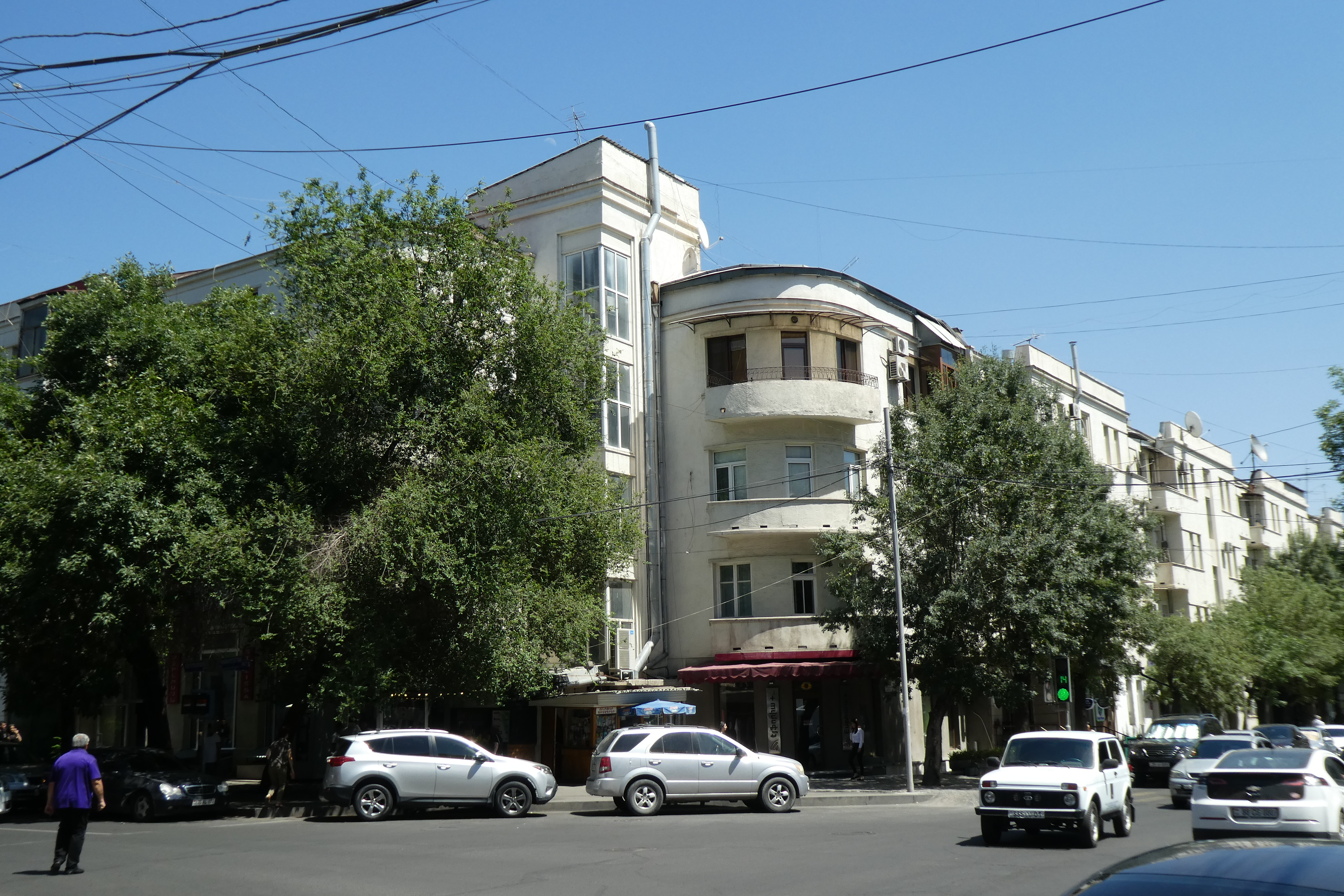
Фасад, выходящий на пересечение улиц Вардананц и Анрапетутян

В 1933 году Советом народных комиссаров СССР было издано постановление № 4-931, поручившее Наркомтяжпрому приступить к строительству в Ереване крупнотоннажного завода хлоропренового каучука из карбида кальция. Тогда же началось строительство в центре Еревана жилого дома для сотрудников будущего завода. Архитектором здания стал Тиран Ерканян — признанный мастер, переехавший из Москвы в Ереван в 1930 году после того, как Агаси Ханджян, первый секретарь Компартии Армянской ССР, призвал творческую интеллигенцию армянского происхождения помочь в возрождении республики. Ерканян активно строил по всей Армении — в Дилижане, Гюмри, Алаверди, Джермуке; дом для сотрудников завода синтетического каучука стал его важнейшим проектом в Ереване наряду с кинотеатром «Москва».
Здание было окончено в 1934 году, за два года до того, как начал работу завод (производство карбида кальция на заводе началось лишь в 1936 году). Фактически оно представляло собой единый дом, занимающий целый квартал по улицам Анрапетутян (в 1930-е — Ленина), Вардананц (в 1930-е — Кнунянца) и 2-м переулком улицы Вардананц. Тем не менее, разные части здания сегодня числятся по разным адресам.

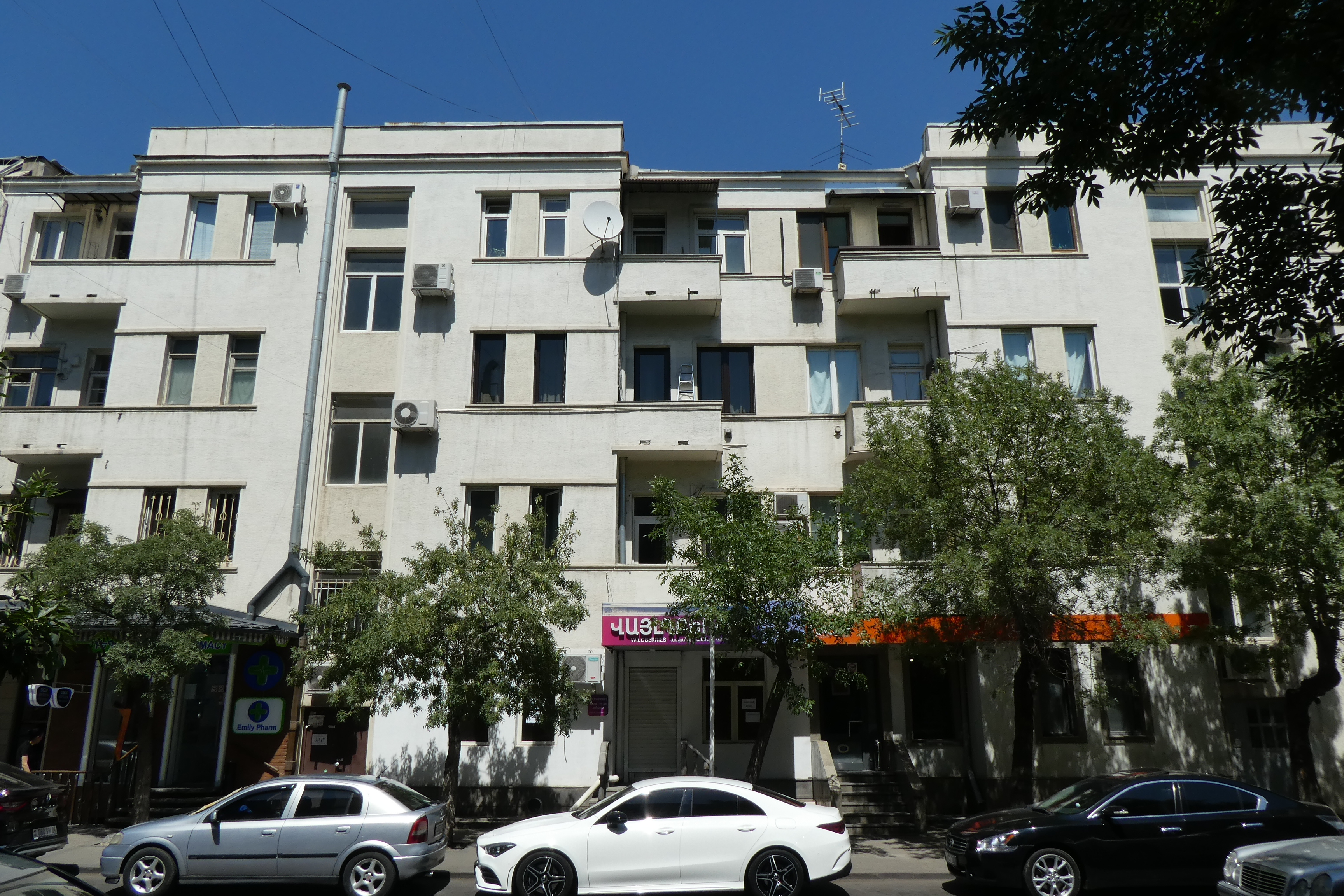
Фасад, выходящий на улицу Вардананц; хорошо видна игра с тенями и объёмами

С противоположной стороны квартала (по улице Тпагричнери) здание выполнено в более классическом стиле конструктивизма и примыкает к Дому сотрудников Наркомтяжпрома.

## Конструктивные особенности

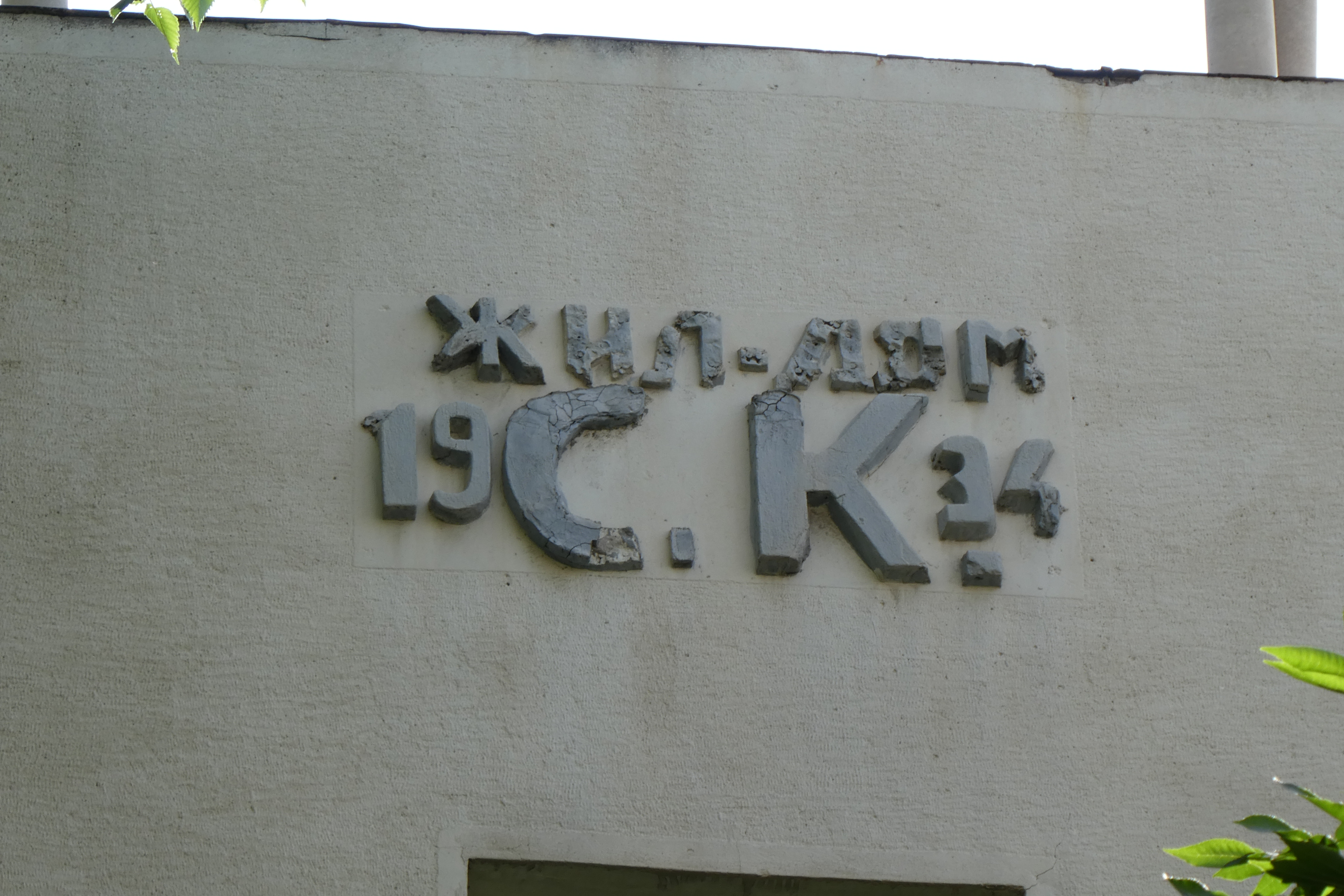
Обозначение года постройки на фасаде здания с непарадной стороны (по улице Тпагричнери)

Здание представляет собой яркий образец постконструктивизма. Классический конструктивизм был значительно более геометричным, основываясь на чётких формах, в то время как Ерканян отказался от строгого рационализма и целесообразности, обыграв хитросплетение разнообразных объёмов и мелких деталей, в частности — разную высоту этажей в полукруглом объёме на углу улицы Вардананц и 2-го переулка Вардананц. Помимо того, в архитектуру домов вплетено сочетание эркеров, остеклённых острых углов с выносом лестничных клеток и другие яркие элементы.
Впоследствии эта и некоторые другие работы Ерканяна критиковались именно за попытки «надеть на конструктивизм декорацию» вместо того, чтобы окончательно уйти от конструктивизма к новой официально одобренной стилистике сталинской архитектуры. Еженедельная ереванская газета «Хорурдаин арвест» писала, что здание представляет собой «последний бой конструктивизма».

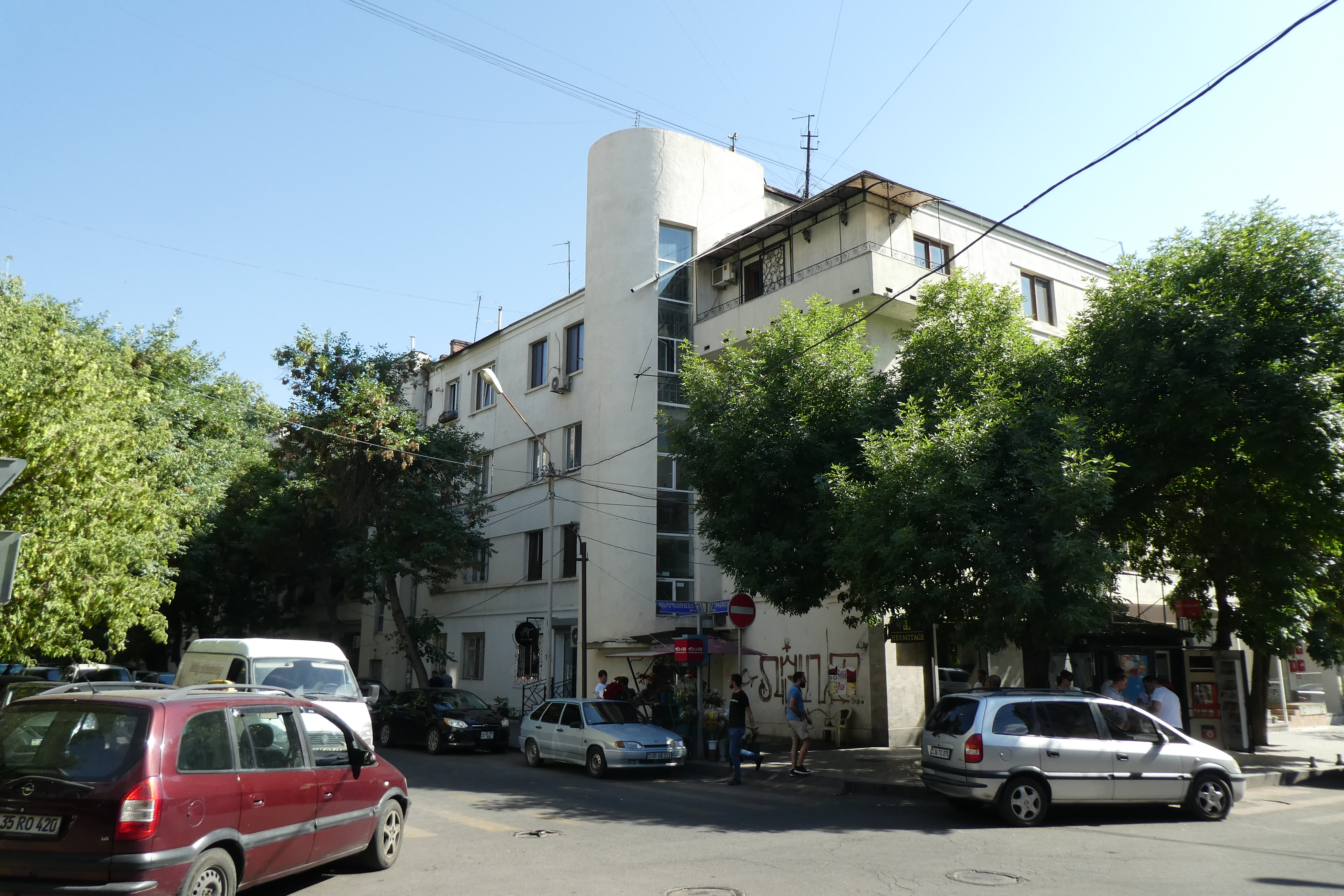
Задний, конструктивистский фасад здания, выходящий на улицу Тпагричнери. Хорошо виден полукруглый объём лестничной клетки.

Как и в прочих конструктивистских коммунах, в домах завода «Синтетический каучук» решались задачи комплексной организации быта. Внутри квартала были построены детские площадки, ясли, детский сад, магазин.

## Известные жители
На секции комплекса по улице Анрапетутян установлена мемориальная доска, посвящённая армянской театральной актрисе Арус Восканян, проживавшей в доме с 1935 по 1943 год.